# Bordado de aplicación
Se llama bordado de aplicación al bordado que se hace fuera de la pieza y posteriormente se cose sobre ella.
Existen bordados de aplicación en los que se recortan las hojas, flores y demás motivos de adorno en telas de colores los que se van aplicando a pespunte por sus contornos sobre la tela del fondo pudiendo después bordar los efectos que se busquen sobre las aplicaciones hechas. Los bordados de aplicación son de poco mérito en ejecución pero tienen gran vista y a esta clase de bordado pertenecen los orientales. 
Unos y otros se bordan sobre toda clase de telas como raso, gro, cachemir, paño, etc. pudiendo ser las aplicaciones de cualquiera de estas mismas telas o de otras como terciopelo, felpa y cretona. 
Para hacer un bordado de aplicación se comienza de ordinario por montar el bastidor y en él o sobre hule de color oscuro y liso, si es tela fuerte la que se va a bordar y se dibuja en la tela el bordado. Se recortan patrones de las aplicaciones que se van a emplear para recortarlas y si es de paño, terciopelo, cretona, etc. se pegan al fondo en el lugar correspondiente. Pero si aquella es de una tela delicada como raso en lugar de pegarla se hilvana al fondo sobre la parte del dibujo que corresponde y se une con los puntos que convenga de los que los más convenientes son los siguientes:
- Festón mexicano. Punto de festón en que las puntadas no están unidas sino separadas a espacios iguales formando como dientes que salen de una hilera de puntadas. Es de muy buen efecto si se elige seda cuyo color contraste con los del fondo y de la aplicación.
- Punto de escapulario. El que teniendo la labor vuelta hacia el pecho se hace de abajo arriba.
- Punto ruso. El que en cada puntada forma un trazo completo del dibujo y forman cada dos puntos un pico de una estrella que se hace como el punto atrás de una costura.
- Punto de espina. No es más que un festón normal al contorno del dibujo formado por puntadas muy separadas e inclinadas alternativamente a derecha e izquierda ligeramente. Se aplica en los centros de hojas de una aplicación y para rodear un ramo.
- Punto de espiga. No es más que el punto ruso del que se hacen dos puntadas en ángulo agudo y dentro de ellas, otras dos y así sucesivamente cuantas se quieran y bastante unidas para formar espiga.
- Punto de cadeneta.
- Punto de pespunte.
- Punto de tallo.
- Grano de arroz. Cada punto tiene el largo del grano del que le da nombre yendo encontrados y en distintos sentidos unos de otros empleándose para rellenar fondos.
- Punto de encaje.
- Nuditos. No son otra cosa que una lazada de hilo por cuyo centro se pasa la aguja.